# Приключението със строителния предприемач от Норуд
„Приключението със строителния предприемач от Норуд“, преведен на български и като „Норуудският строител“, (на английски: The Adventure of the Norwood Builder) е разказ на писателя Артър Конан Дойл за известния детектив Шерлок Холмс. За първи път е публикуван през 1903 г. в списание „Странд“, с оригинални илюстрации от Сидни Паджет. Включен е в книгата „Завръщането на Шерлок Холмс“, публикувана през 1905 година.

## Сюжет
Внимание:  Текстът по-долу разкрива сюжета на произведението (или части от него)!
Към Шерлок Холмс за помощ се обръща младият адвокат Джон Хектор Макфарлън. Той е преследван от полицията, тъй като е заподозрян в тежко престъпление – убийството на строителния предприемач Джоунас Олдакр. Самият Макфарлън категорично отрича да е замесен в убийството. Едва младият човек започва да разказва историята за това произшествие, в апартамента на Бейкър Стрийт влиза инспектор Лестрейд и незабавно арестува Макфарлън. По молба на Холмс инспекторът позволява на Макфарлън да довърши своя разказ, преди да бъде задържан.
Предишния ден в кантората на Макфарлън е дошъл Джоунас Олдакр и е помолил младия адвокат да изготви завещанието му. Макфарлън, който за първи път вижда Олдакр, остава изключително изненадан, като разбира, че господин Олдакр му завещава цялото си богатство. Олдакр обяснява, че няма живи роднини, а е бил добър приятел на родителите на Макфарлън и поради това е взел такова необичайно решение. Той кани Макфарлън в дома си, като го моли да не казва на родителите си за срещата, за да ги изненада. Двамата до късно през нощта работят по деловите документи на Олдакр в дома му в Норуд. Когато през нощта Макфарлън си тръгва, той не успява да намери бастуна си, преди да излезе.
На следващия ден, в непосредствена близост до къщата на Олдакр, става пожар и в пепелта са намерени останки от дрехите на Олдакр и овъглени кости. Освен това, полицията намира в спалнята бастуна на Макфарлън със следи от кръв. Това е достатъчно, за да обвинят младия човек в убийство и да го арестуват.
Холмс не вярва, че Макфарлън е виновен, затова започва енергично да разследва случая. Първоначално, той посещава майката на Макфарлън и открива, че Олдакр някога е искал да се ожени за нея, но тя категорично е отказала, тъй като Олдакр е бил много жесток човек. След това Холмс отива на местопрестъплението и, за свое голямо съжаление, се уверява, че всички доказателства са автентични.
На следващия ден Холмс получава телеграма от Лестрейд, че е намерено още едно важно доказателство, доказващо окончателно вината на Макфарлън. Холмс предлага на Уотсън веднага да тръгне с него. Когато пристигнат на мястото на инцидента, Лестрейд гордо им показва в коридора кървав отпечатък на Макфарлън. Уотсън осъзнава, че Макфарлън е обречен и ще бъде екзекутиран за убийство, но Холмс е много оживен и започва щателно да изследва къщата. В един от коридорите той организира малко представление: запалва купчина слама и моли Уотсън, Лестрейд и полицейските сержанти да крещят високо „Пожар!“. Изведнъж се отваря скрита врата и в коридора се появява считаният за убит Джоунас Олдакр. Той се опитва да обясни, че само се е пошегувал, инсценирайки собствената си смърт, но Лестрейд незабавно арестува Олдакр за опита му да погуби невинен човек.
По-късно Холмс обяснява логиката на своето разследване. Проучвайки по-рано коридора Холмс не е намерил там пръстови отпечатъци. Така че, когато Лестрейд обявява откритието, Холмс веднага разбира, че това може да е направено само от Олдакр и той е инсценирал собствената си смърт. Холмс вече е установил, че Олдакр е имал финансови затруднения и вероятно се е подготвял да измами кредиторите си като избяга и промени името си. Същевременно е използвал случая и да отмъсти на майката на Макфарлън, която е мразел заради отказа ѝ да се омъжи за него.

## Адаптации
През 1922 г. разказът е екранизиран във Великобритания в едноименния филм с участието на Ейли Норууд в ролята на Холмс и Хюбърт Уилис в ролята на Уотсън.
През 1985 г. е адаптиран отново във Великобритания с Джеръми Брет като Холмс и Дейвид Бърк като Уотсън. 